# Stadttheater Schweidnitz
Das Stadttheater Schweidnitz (polnisch Teatr Miejski) wurde 1821–22 errichtet. Heute wird der Bau als Kulturzentrum Świdnica (Świdnicki Ośrodek Kultury) genutzt.

## Theatergeschichte
Die wesentlichen Impulse für das Theaterleben des 17. und 18. Jahrhunderts gingen von den Jesuiten aus. Am 31. August 1629 führten sie das Stück „Tugenden und Fehler eines Schülers“ öffentlich auf. Bis 1773 wurden jährlich mehrere Theaterstücke an Feiertagen aufgeführt. Im Neubau des Jesuitengymnasiums von 1591 war ein Theatersaal eingerichtet.  Meistens wurde aber auf provisorischen transportablen Bühnen und in den Kirchen gespielt. Ein beliebter Spielort war der Pfarrhof. Aufführungen wandernder Theatertruppen in Schweidnitz sind seit 1740 häufiger belegt.

## Baugeschichte
Die gut besuchten Aufführungen der Theatergesellschaft von Vogt und Groche führten 1820 zum Beschluss ein festes Theatergebäude zu erbauen. Die Angaben zur Baugeschichte sind unklar. Offenbar legte Stadtbaurat Borst 1821 einen Entwurf vor und ein Entwurf des Breslauer Bauinspektors Geissler lag 1821 vor. Die Eröffnung war am 1. Januar 1822 durch die Theatergesellschaft Vogt und Groche. Der Bau, zwischen Kaufhaus und Apotheke eingezwängt, hatte einen Theatersaal mit halbkreisförmigem Grundriss, errichtet als Zweiranganlage auf Holzsäulen.
Um 1900 war erwogen worden, das alte Theater aufzugeben und einen Neubau zu errichten. Letztlich wurde aber beschlossen, den Bau zu renovieren. Der vierachsigen Hauptfront wurde ein Altan mit Rundsäulen und Korbbogenarkaden und Gitter vorgelegt. Im Scheitel der Arkadenbögen wurden Masken als Hinweis auf die Bestimmung des Baus angebracht. Die Obergeschosse wurden durch Galeriefenster mit Austritten auf den Altan gestaltet und durch zweigeschossige Pilaster mit korinthisierten Kapitellen gegliedert. Der Schauraum im ersten Obergeschoss wurde mit Parkett, Stehparterre, Logenrang und Galerie in den Farben rot-weiß-gold neu gestaltet.
Nach der polnischen Übernahme der Region wurde am 1. November 1945 die erste Theatersaison eröffnet, mit Rudolf Ratschka als erstem Theaterdirektor. Das Theater selbst wurde schließlich verstaatlicht und in Staatstheater von Niederschlesien – Theater der Stadt Świdnica umbenannt. Im Jahr 1948 fanden im Theater 12 Premieren mit insgesamt 224 Vorstellungen statt. 1952 wurde von oben beschlossen, die Selbständigkeit des Theaters aufzugeben und zu einer Zweigstelle des Theaters in Jelenia Góra zu machen mit dem offiziellen Namen. Zusammen mit der zur gleichen Zeit begonnenen Renovierung des Theatergebäudes trug dies zur Auflösung der Schauspieltruppe und zur Einstellung der Theateraktivitäten bei.